# لاوفنبورغ
لاوفنبورغ ألمانيا (بالألمانية: Laufenburg, Germany) هي مدينة وبلدة ألمانية تقع في ألمانيا في Waldshut. يقدر عدد سكانها بـ 8,571 نسمة .